# Ignace Sinzot
Ignace Hubert Joseph Sinzot (Casteau, 26 mei 1888 - Bergen, 26 augustus 1940) was een Belgisch volksvertegenwoordiger.

## Levensloop
Sinzot promoveerde tot doctor in de rechten en vestigde zich als advocaat in Bergen. Hij werd lid van het redactiecomité van de Revue catholique de droit.
In 1921 werd hij verkozen tot katholiek volksvertegenwoordiger voor het arrondissement Bergen en vervulde dit mandaat tot in 1936.

## Publicaties
- Les traités internationaux pour le protection des travailleurs. Leur sanction, Leuven, 1911.
- Les demandes reconventionnelles pour procès téméraires et vexatoires sont-elles essentiellement civiles?, in: Revue catholique de droit, 1911.
- Un chapitre de la responsabilité. Les promesses de mariage, Leuven, 1912.
- La responsabilité sans faute, Leuven, 1913.
- La lutte contre l'immoralité, in: Revue catholique des idées et des faits", 1924.
- Emploi des langues en matière judiciaire. Discours prononcé à la Chambre des Représentants, le 24 octobre 1933, Brussel, 1933.